# قالب (سی++)
قالبها (به انگلیسی: Template) یکی از ویژگی‌های اصلی زبان برنامه‌نویسی سی++ هستند و کابرد اصلی آن‌ها در برنامه‌نویسی جنریک است.
در سی++ چندین نوع قالب متفاوت وجود دارد:
- توابع قالب
- کلاس‌های قالب
- متغیرهای قالب (از C++14 به بعد)